# بيل مكدونالد
بيل مكدونالد (بالإنجليزية: William McDonald)‏ هو شخصية أعمال أمريكي، ولد في 28 سبتمبر 1852 في مقاطعة كمبر في الولايات المتحدة، وتوفي في 15 يناير 1918 في ويتشيتا فولز في الولايات المتحدة بسبب ذات الرئة.